# قلب يحترق (فلم)
قلب يحترق هو فيلم مصري عرض عام 1959، بطولة مديحة يسري وعماد حمدي ومحمود المليجي، ومن إخراج كمال الشيخ.

## قصة الفيلم
يعيش مفتش المباحث حمدي سعيدًا مع زوجته عايدة وابنهما عصام، وعند عودتها من الإسكندرية تقابل عايدة إحدى زميلاتها في الدراسة واسمها زوزو، تحكي لها أنها هاربة من بيتها وأنها تعاني دوما من زوجها فريد، بينما لها عشيق سابق هو لطفي يطالبها بمبلغ من المال، فتحرض زوجها فريد على سرقة مبلغ من الشركة التي يعمل بها، وأثناء اللقاء تخفي المبلغ في حقيبة عايدة دون أن تدرى، يكتشف فريد مكان زوزو فيقتلها، ويسعى للحصول على المبلغ من عايدة فيطاردها، ويطلب إعادة المبلغ الذي لا تجده في الحقيبة، وأمام رفضها يقرر اختطاف عصام الذي كان قد عثر على المبلغ وقام بإخفائه في إحدى دمياته، يكتشف حمدي الأمر، ويسعى لإنقاذ ابنه، والقبض على الخاطف، وبعد عدة مطاردات بين الطرفين، تتدخل قوات الأمن، ويتمكن حمدي من القبض على لطفي، واستعادة ابنه.

## طاقم التمثيل
- مديحة يسري: (عايدة)
- عماد حمدي: (حمدي)
- محمود المليجي: (لطفي)
- وداد حمدي: (عزيزة - الخادمة)
- سعيد خليل: (فريد)
- سلوى محمود: (زوزو)
- محمود عزمي: (أنور - زميل حمدي)
- نظيم شعراوي: (ضابط - مدير حمدي)
- زكي إبراهيم: (والد عايدة)
- نجوى فؤاد: (الراقصة)
- عادل: (الطفل عصام)

## فريق العمل
- إخراج: كمال الشيخ
- تأليف: صبري عزت
- اشترك في السيناريو: كمال الشيخ
- مدير التصوير: برونو سالفي
- مونتاج: سعيد الشيخ
- إنتاج: منتخبات بهنا فيلم (مديحة يسري)
- توزيع: منتخبات بهنا فيلم